# Lista siturilor arheologice din județul Dâmbovița - L
Lista siturilor arheologice din județul Dâmbovița - L conține toate siturile arheologice din județul Dâmbovița înscrise în Repertoriul Arheologic Național (RAN) și aflate în localități al căror nume începe cu litera L. RAN este administrat de Ministerul Culturii și Patrimoniului Național și cuprinde date științifice, cartografice, topografice, imagini și planuri, precum și orice alte informații privitoare la zonele cu potențial arheologic, studiate sau nu, încă existente sau dispărute.
Puteți căuta un sit din localitățile care încep cu litera L folosind formularul de mai jos sau puteți naviga prin toate siturile din județ la Lista siturilor arheologice din județul Dâmbovița.
| Cod RAN                                  | Denumire | Localitate                      | Adresă         | Datare                            | Descoperit | Coordonate | Imagine           | Erori            |
| ---------------------------------------- | --- | ------------------------------- | -------------- | --------------------------------- | ---------- | ---------- | ----------------- | ---------------- |
| 66759.01.01 (Cod LMI: DB-I-s-B-17065)    | Necropola din epoca bronzului de la Lazuri - "Islaz" / ansamblu anonim (Categorie: descoperire funerară) (Tip: Necropolă tumulară)                                         | sat Lazuri, comuna Comișani     | Islaz          |                                   |            |            | Încărcați imagine | Raportați eroare |
| 66759.02.01 (Cod LMI: DB-I-m-B-17066.02) | Situl arheologic de la Lazuri - "SMA Lazuri" / ansamblu anonim (Categorie: locuire civilă) (Tip: Așezare)                                                                  | sat Lazuri, comuna Comișani     | SMA Lazuri     |                                   |            |            | Încărcați imagine | Raportați eroare |
| 66759.02.02 (Cod LMI: DB-I-m-B-17066.01) | Situl arheologic de la Lazuri - "SMA Lazuri" / ansamblu anonim (Categorie: locuire civilă) (Tip: Așezare)                                                                  | sat Lazuri, comuna Comișani     | SMA Lazuri     | daco-romană sec. IV               |            |            | Încărcați imagine | Raportați eroare |
| 67782.01.01 (Cod LMI: DB-I-s-B-17067)    | Așezarea medievală de la Lucieni - "Biserică" / ansamblu Siliștea satului Lucieni (Categorie: locuire civilă) (Tip: Așezare rurală)                                        | sat Lucieni, comuna Lucieni     | Biserică       |                                   |            |            | Încărcați imagine | Raportați eroare |
| 67782.02.01 (Cod LMI: DB-I-s-B-17068)    | Așezarea medievală de la Lucieni - "Râpe" / ansamblu Siliștea satului Râpeni (Categorie: locuire civilă) (Tip: Așezare rurală)                                             | sat Lucieni, comuna Lucieni     | Râpe           | sec. XVI - XVIII                  |            |            | Încărcați imagine | Raportați eroare |
| 67915.01.01 (Cod LMI: DB-I-m-B-17069.03) | Situl arheologic de la Lungulețu - "În poieniță" / ansamblu anonim (Categorie: locuire civilă) (Tip: Așezare)                                                              | sat Lungulețu, comuna Lungulețu | În poieniță    |                                   |            |            | Încărcați imagine | Raportați eroare |
| 67915.01.02 (Cod LMI: DB-I-m-B-17069.02) | Situl arheologic de la Lungulețu - "În poieniță" / ansamblu anonim (Categorie: locuire civilă) (Tip: Așezare)                                                              | sat Lungulețu, comuna Lungulețu | În poieniță    | geto-dacică                       |            |            | Încărcați imagine | Raportați eroare |
| 67915.01.03 (Cod LMI: DB-I-m-B-17069.01) | Situl arheologic de la Lungulețu - "În poieniță" / ansamblu anonim (Categorie: locuire civilă) (Tip: Așezare)                                                              | sat Lungulețu, comuna Lungulețu | În poieniță    | sec. IV                           |            |            | Încărcați imagine | Raportați eroare |
| 67915.02.01 (Cod LMI: DB-I-s-B-17070)    | Așezarea Latene de la Lungulețu - "Vlăsceni" / ansamblu anonim (Categorie: locuire civilă) (Tip: Așezare)                                                                  | sat Lungulețu, comuna Lungulețu | Vlăsceni       | geto-dacică                       |            |            | Încărcați imagine | Raportați eroare |
| 101591.01.01                             | Situl arheologic de la Lucianca - "La Movilă" / ansamblu anonim (Categorie: locuire) (Tip: Așezare)                                                                        | sat Lucianca, comuna Butimanu   | La Movilă      |                                   |            |            | Încărcați imagine | Raportați eroare |
| 101591.01.02                             | Situl arheologic de la Lucianca - "La Movilă" / ansamblu anonim (Categorie: locuire) (Tip: Așezare)                                                                        | sat Lucianca, comuna Butimanu   | La Movilă      | Glina                             |            |            | Încărcați imagine | Raportați eroare |
| 101591.01.03                             | Situl arheologic de la Lucianca - "La Movilă" / ansamblu anonim (Categorie: locuire) (Tip: Așezare)                                                                        | sat Lucianca, comuna Butimanu   | La Movilă      |                                   |            |            | Încărcați imagine | Raportați eroare |
| 101591.01.04                             | Situl arheologic de la Lucianca - "La Movilă" / ansamblu anonim (Categorie: locuire) (Tip: Așezare)                                                                        | sat Lucianca, comuna Butimanu   | La Movilă      | sec. IV                           |            |            | Încărcați imagine | Raportați eroare |
| 67559.01.01 (Cod LMI: DB-II-m-B-17540)   | Biserica "Sf. Nicolae", "Sf. Ilie" de la Lăculețe / ansamblu Biserica "Sf. Nicolae", "Sf. Ilie" (Categorie: structură de cult/religioasă) (Tip: Biserică)                  | sat Lăculețe, comuna Glodeni    |                | 1646, ref. sec. XVIII și sec. XIX |            |            | Încărcați imagine | Raportați eroare |
| 67844.01.01 (Cod LMI: DB-II-m-A-17545)   | Biserica "Adormirea Maicii Domnului" de la Ludești / ansamblu Biserica "Adormirea Maicii Domnului" (Categorie: structură de cult/religioasă) (Tip: Biserică)               | sat Ludești, comuna Ludești     |                | 1660 - 1682                       |            |            | Încărcați imagine | Raportați eroare |
| 67915.03.01 (Cod LMI: DB-II-m-A-17554)   | Biserica "Sf. Arhangheli Mihail și Gavril" de la Lungulețu / ansamblu Biserica "Sf. Arhangheli Mihail și Gavril" (Categorie: structură de cult/religioasă) (Tip: Biserică) | sat Lungulețu, comuna Lungulețu |                | 1780 - 1790                       |            |            | Încărcați imagine | Raportați eroare |
| 69214.01.01                              | Siliștea medievală de la Livezile / ansamblu Siliștea satului Ghimpeni (Categorie: locuire) (Tip: Siliște)                                                                 | sat Livezile, comuna Valea Mare | Lunca Ghimpeni | sec. XV-XVIII                     |            |            | Încărcați imagine | Raportați eroare |